# Como (Mississippi)
Como ist eine Stadt im Panola County (Mississippi), USA, die an das Mississippi-Delta grenzt und im nördlichen Teil des Bundesstaates liegt, der als „Hill Country“ bekannt ist. Bei der Volkszählung 2020 betrug die Einwohnerzahl 1118.

## Lage
Como liegt etwa 75 km südlich von Memphis (Tennessee) und 12 km südlich von Senatobia, Verwaltungssitz des benachbarten Tate County, etwa 10 km nördlich von Sardis und 25 km nördlich von Batesville, den beiden Verwaltungssitzen des Penola County.

## Geschichte
Como entstand in den 1830er Jahren, als Dr. und Mrs. George Tait aus Georgia das Land kauften, auf dem heute Como liegt. Sie verkauften Teile des Landes an andere Siedler. Um ein eigenes Postamt zu bekommen, mussten sie ihrer Siedlung einen Namen geben. Wahrscheinlich orientierten sie sich bei der Wahl des Namens am italienischen Ort Como am Comer See. Der Ort entwickelte sich rasch zu einem Handelszentrum.
Como ist ein zentraler Ort des Hill Country Blues (siehe Abschnitt „Persönlichkeiten“). Auch W. C. Handy trat häufig in Como auf.

## Persönlichkeiten
- R. L. Boyce (1955–2023), Bluesmusiker
- Floyd Chance (1925–2005), Bassmusiker
- Jessie Mae Hemphill (1923–2006), Musikerin des Hill Country Blues
- Joe Henderson (1937–1964), R&B- und Gospelsänger
- Rosa Lee Hill (1910–1968), Bluesmusikerin
- Albert R. Howe (1840–1884), Politiker, betrieb in Como eine Baumwollplantage
- Jimbo Mathus (* 1967), Musiker, betreibt in Como ein Aufnahmestudio
- Mississippi Fred McDowell (1904–1972), Musiker des Hill Country Blues, wohnte in Como
- Luther Perkins (1928–1968), Gitarrist bei Johnny Cash
- Napoleon Strickland (1919–2001), Musiker des Hill Country Blues, geboren bei Como
- Othar Turner (1907–2003), Musiker des Hill Country Blues, lebte in Gravel Springs bei Como